# Centre pénitentiaire de Liancourt
Le centre pénitentiaire de Liancourt est un lieu de privation de liberté sur décision administrative situé dans le département de l'Oise, en France. Ce centre de détention est notamment spécialisé dans l'accueil de détenus malades (tuberculose pulmonaire).

## Histoire
Le sanatorium, construit en 1935, avait une capacité de 202 places. Ne répondant plus aux normes, il a été remplacé en 2004 (?) par un nouvel établissement disposant de 616 places (348 places en quartier de centre de détention, 202 places en quartier de maison d'arrêt, 20 places réservées aux mineurs et 10 places destinées à l'accueil des détenus),.
Entre 1995 et 1999, le cinéaste Francis Fehr a initié l'opération Écrire enfermé en ce centre de détention pour longues peines.